# Liste der Mitglieder des US-Repräsentantenhauses aus Rhode Island

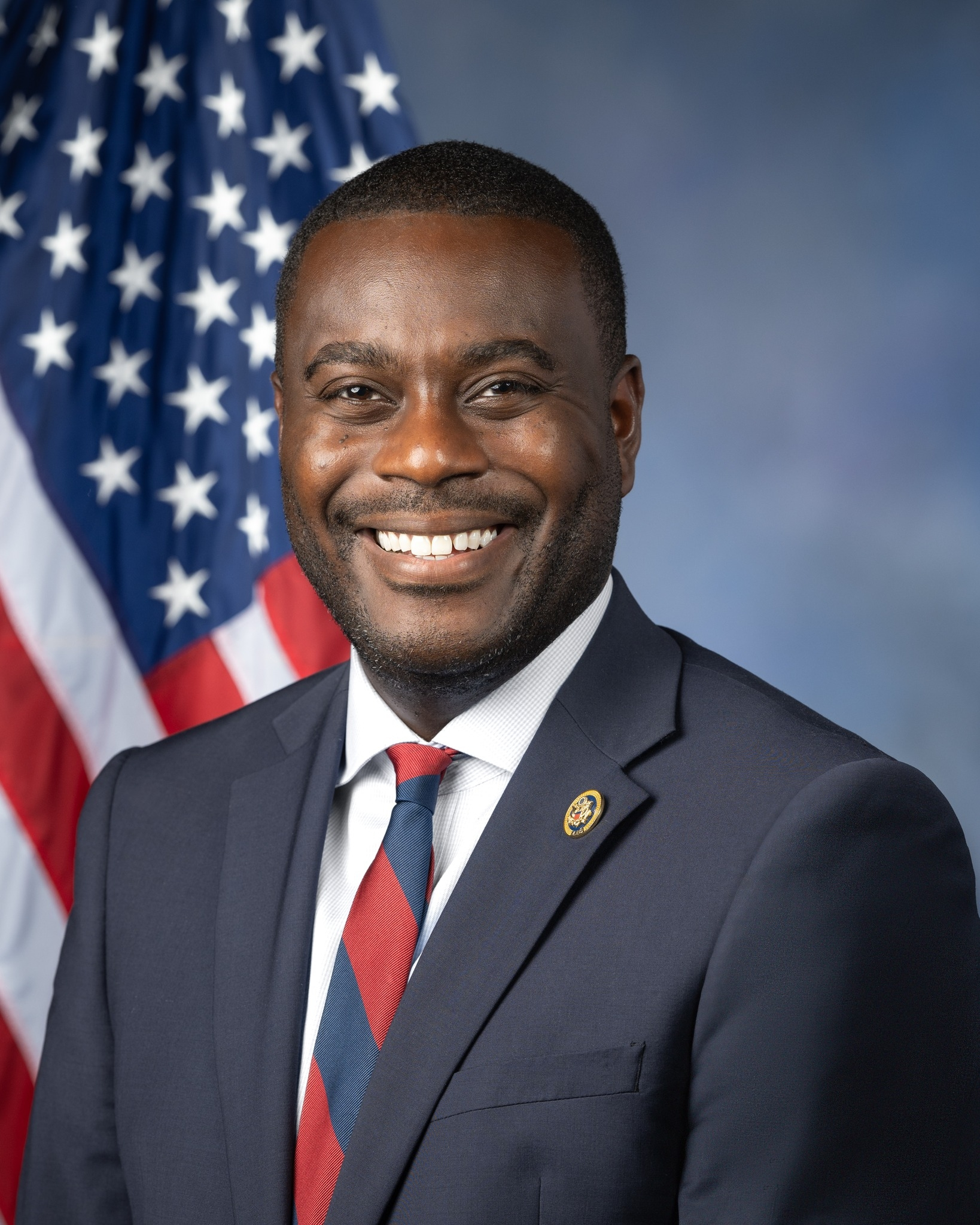
Gabe Amo, derzeitiger Vertreter des ersten Kongresswahlbezirks von Rhode Island

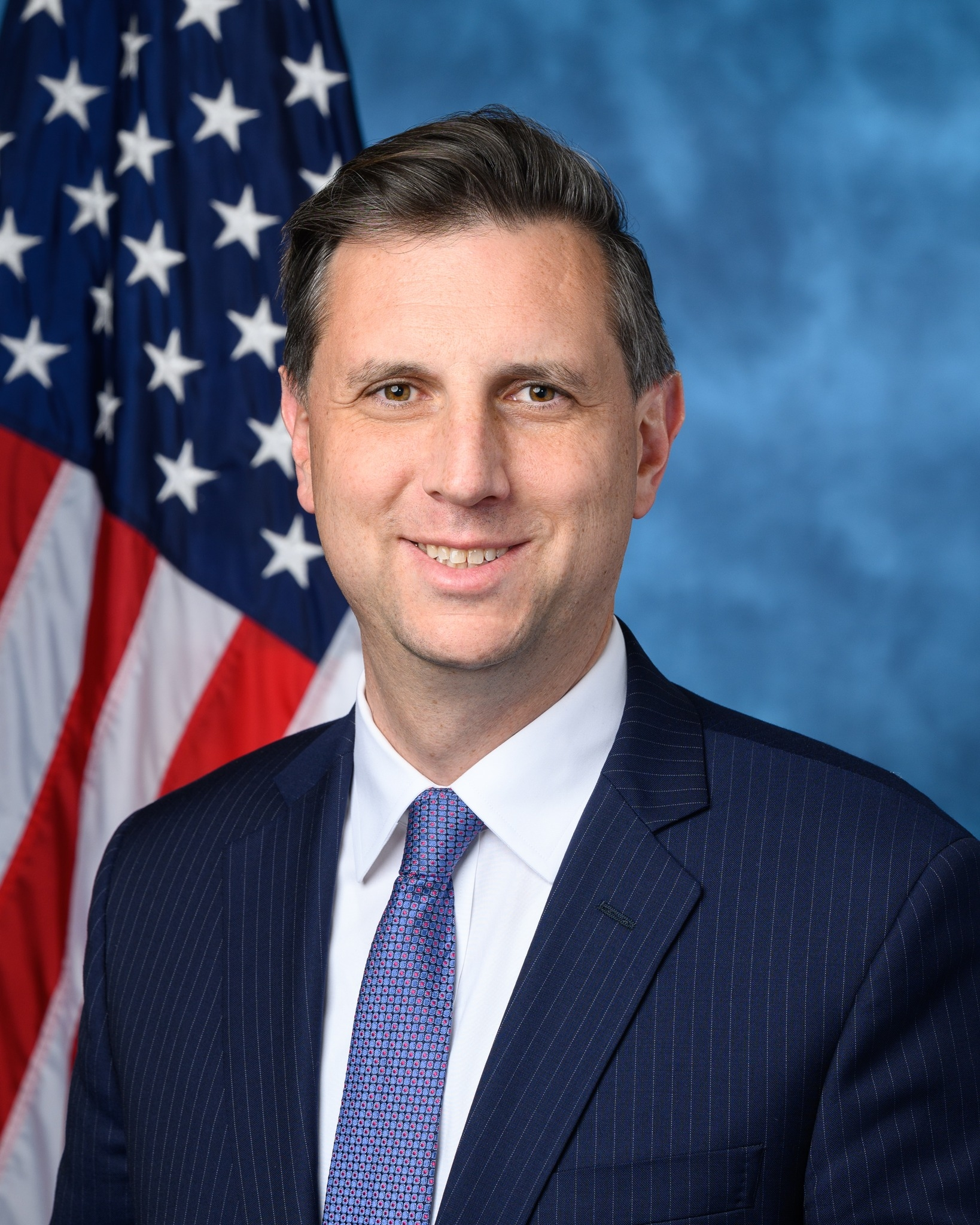
Seth Magaziner, derzeitiger Vertreter des zweiten Kongresswahlbezirks von Rhode Island

Diese Liste führt alle Politiker auf, die seit 1790 für Rhode Island dem Repräsentantenhaus der Vereinigten Staaten angehört haben. Der Neuenglandstaat war dabei in der Regel durch zwei Abgeordnete in Washington vertreten. Dies war lediglich im ersten und zweiten Kongress mit nur einem Abgeordneten sowie von 1913 bis 1933 mit drei Mandaten anders. Seit 1843 ist der Staat in Wahlbezirke aufgeteilt; zuvor wurde staatsweit („at large“) gewählt.

## 1. Sitz (seit 1790)
| Name                        | Amtszeit                         | Partei                    |
| --------------------------- | -------------------------------- | ------------------------- |
| Benjamin Bourne             | 31. August 1790 – 1796           | Föderalist                |
| Elisha Reynolds Potter      | 15. November 1796 – 1797         | Föderalist                |
| Thomas Tillinghast          | 13. November 1797 – 3. März 1799 | Föderalist                |
| John Brown                  | 4. März 1799 – 3. März 1801      | Föderalist                |
| Thomas Tillinghast          | 4. März 1801 – 3. März 1803      | Democratic Republican     |
| Nehemiah Knight             | 4. März 1803 – 13. Juni 1808     | Democratic Republican     |
| Richard Jackson             | 11. November 1808 – 3. März 1815 | Föderalist                |
| John Linscom Boss           | 4. März 1815 – 3. März 1819      | Föderalist                |
| Samuel Eddy                 | 4. März 1819 – 3. März 1825      | Democratic Republican     |
| Tristam Burges              | 4. März 1825 – 3. März 1835      | National Republican Party |
| William Sprague             | 4. März 1835 – 3. März 1837      | Whig                      |
| Robert Bennie Cranston      | 4. März 1837 – 3. März 1843      | Whig                      |
| Henry Young Cranston        | 4. März 1843 – 3. März 1847      | Law and Order Party       |
| Robert Bennie Cranston      | 4. März 1847 – 3. März 1849      | Whig                      |
| George Gordon King          | 4. März 1849 – 3. März 1853      | Whig                      |
| Thomas Davis                | 4. März 1853 – 3. März 1855      | Demokrat                  |
| Nathaniel Briggs Durfee     | 4. März 1855 – 3. März 1859      | American Party            |
| Christopher Robinson        | 4. März 1859 – 3. März 1861      | Republikaner              |
| William Paine Sheffield     | 4. März 1861 – 3. März 1863      | Unionist                  |
| Thomas Allen Jenckes        | 4. März 1863 – 3. März 1871      | Republikaner              |
| Benjamin Tucker Eames       | 4. März 1871 – 3. März 1879      | Republikaner              |
| Nelson Wilmarth Aldrich     | 4. März 1879 – 4. Oktober 1881   | Republikaner              |
| Henry Joshua Spooner        | 5. Dezember 1881 – 3. März 1891  | Republikaner              |
| Oscar Lapham                | 4. März 1891 – 3. März 1895      | Demokrat                  |
| Melville Bull               | 4. März 1895 – 3. März 1903      | Republikaner              |
| Daniel Larned Davis Granger | 4. März 1903 – 14. Februar 1909  | Demokrat                  |
| William Paine Sheffield Jr. | 4. März 1909 – 3. März 1911      | Republikaner              |
| George Francis O’Shaunessy  | 4. März 1911 – 3. März 1919      | Demokrat                  |
| Clark Burdick               | 4. März 1919 – 3. März 1933      | Republikaner              |
| Francis Bernard Condon      | 4. März 1933 – 10. Januar 1935   | Demokrat                  |
| Charles Francis Risk        | 6. August 1935 – 3. Januar 1937  | Republikaner              |
| Aime Joseph Forand          | 3. Januar 1937 – 3. Januar 1939  | Demokrat                  |
| Charles Francis Risk        | 3. Januar 1939 – 3. Januar 1941  | Republikaner              |
| Aime Joseph Forand          | 3. Januar 1941 – 3. Januar 1961  | Demokrat                  |
| Fernand Joseph St. Germain  | 3. Januar 1961 – 3. Januar 1989  | Demokrat                  |
| Ronald Keith Machtley       | 3. Januar 1989 – 3. Januar 1995  | Republikaner              |
| Patrick Joseph Kennedy      | 3. Januar 1995 – 3. Januar 2011  | Demokrat                  |
| David Nicca Cicilline       | 3. Januar 2011 – 31. Mai 2023    | Demokrat                  |
| Gabe Amo                    | 7. November 2023 –               | Demokrat                  |

## 2. Sitz (seit 1793)
| Name                       | Amtszeit                         | Partei                     |
| -------------------------- | -------------------------------- | -------------------------- |
| Francis Malbone            | 4. März 1793 – 3. März 1797      | Föderalist                 |
| Christopher Grant Champlin | 4. März 1797 – 3. März 1801      | Föderalist                 |
| Joseph Stanton             | 4. März 1801 – 3. März 1807      | Democratic Republican      |
| Isaac Wilbour              | 4. März 1807 – 3. März 1809      | Democratic Republican      |
| Elisha Reynolds Potter     | 4. März 1809 – 3. März 1815      | Föderalist                 |
| James Brown Mason          | 4. März 1815 – 3. März 1819      | Föderalist                 |
| Nathaniel Hazard           | 4. März 1819 – 17. Dezember 1820 | Democratic Republican      |
| Job Durfee                 | 4. März 1821 – 3. März 1825      | Democratic Republican      |
| Dutee Jerauld Pearce       | 4. März 1825 – 3. März 1837      | National Republican Party  |
| Joseph Leonard Tillinghast | 4. März 1837 – 3. März 1843      | Whig                       |
| Elisha Reynolds Potter Jr. | 4. März 1843 – 3. März 1845      | Law and Order Party        |
| Lemuel Hastings Arnold     | 4. März 1845 – 3. März 1847      | Whig                       |
| Benjamin Babock Thurston   | 4. März 1847 – 3. März 1849      | Demokrat                   |
| Nathan Fellows Dixon II    | 4. März 1849 – 3. März 1851      | Whig                       |
| Benjamin Babock Thurston   | 4. März 1851 – 3. März 1857      | Demokrat                   |
| William Daniel Brayton     | 4. März 1857 – 3. März 1861      | Republikaner               |
| George Huntington Browne   | 4. März 1861 – 3. März 1863      | Constitutional Union Party |
| Nathan Fellows Dixon II    | 4. März 1863 – 3. März 1871      | Republikaner               |
| James Monroe Pendleton     | 4. März 1871 – 3. März 1875      | Republikaner               |
| Latimer Whipple Ballou     | 4. März 1875 – 3. März 1881      | Republikaner               |
| Jonathan Chace             | 4. März 1881 – 26. Januar 1885   | Republikaner               |
| Nathan Fellows Dixon III   | 12. Februar 1885 – 3. März 1885  | Republikaner               |
| William Almy Pirce         | 4. März 1885 – 25. Januar 1887   | Republikaner               |
| Charles Harrison Page      | 21. Februar 1887 – 3. März 1887  | Demokrat                   |
| Warren Otis Arnold         | 4. März 1887 – 3. März 1891      | Republikaner               |
| Charles Harrison Page      | 4. März 1891 – 3. März 1895      | Demokrat                   |
| Warren Otis Arnold         | 4. März 1895 – 3. März 1897      | Republikaner               |
| Adin Ballou Capron         | 4. März 1897 – 3. März 1911      | Republikaner               |
| George Herbert Utter       | 4. März 1911 – 3. November 1912  | Republikaner               |
| Peter Goelet Gerry         | 4. März 1913 – 3. März 1915      | Demokrat                   |
| Walter Russell Stiness     | 4. März 1915 – 3. März 1923      | Republikaner               |
| Richard Steere Aldrich     | 4. März 1923 – 3. März 1933      | Republikaner               |
| John Matthew O’Connell     | 4. März 1933 – 3. Januar 1939    | Demokrat                   |
| Harry Sandager             | 3. Januar 1939 – 3. Januar 1941  | Republikaner               |
| John Edward Fogarty        | 3. Januar 1941 – 10. Januar 1967 | Demokrat                   |
| Robert Owens Tiernan       | 28. März 1967 – 3. Januar 1975   | Demokrat                   |
| Edward Peter Beard         | 3. Januar 1975 – 3. Januar 1981  | Demokrat                   |
| Claudine Schneider         | 3. Januar 1981 – 3. Januar 1991  | Republikaner               |
| John Francis Reed          | 3. Januar 1991 – 3. Januar 1997  | Demokrat                   |
| Robert A. Weygand          | 3. Januar 1997 – 3. Januar 2001  | Demokrat                   |
| James „Jim“ R. Langevin    | 3. Januar 2001 – 3. Januar 2023  | Demokrat                   |
| Seth Magaziner             | 3. Januar 2023 –                 | Demokrat                   |

## 3. Sitz (1913–1933)
| Name                      | Amtszeit                        | Partei       |
| ------------------------- | ------------------------------- | ------------ |
| Ambrose Kennedy           | 4. März 1913 – 3. März 1923     | Republikaner |
| Jeremiah Edward O’Connell | 4. März 1923 – 3. März 1927     | Demokrat     |
| Louis Monast              | 4. März 1927 – 3. März 1929     | Republikaner |
| Jeremiah Edward O’Connell | 4. März 1929 – 9. Mai 1930      | Demokrat     |
| Francis Bernard Condon    | 4. November 1930 – 3. März 1933 | Demokrat     |